# Bulletin de la Société pour la propagation de l’allaitement maternel et des refuges ouvroirs pour les femmes enceintes

Le Bulletin de la Société pour la propagation de l’allaitement maternel et des refuges ouvroirs pour les femmes enceintes  est  publié de 1877 à 1918. Il est l'organe de la société pour la propagation de l’allaitement maternel, créée en 1876 par Marie de Vienne, épouse de Léon Béquet.

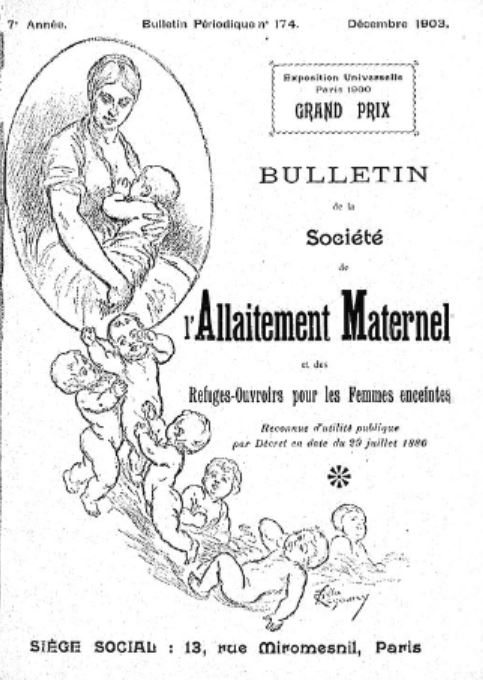
Couverture du bulletin

## Histoire du bulletin et de l'association
Le bulletin est l’émanation directe de la société pour la propagation de l’allaitement maternel. En 1876 Marie Béquet, disposant d’un patrimoine important grâce à son mari, Léon Bequet, avocat à la Cour d'appel de Paris puis conseiller d’État en 1879 fonde cette société qui est reconnue d’utilité publique en 1880. Le premier refuge ouvroir est créé en 1892.

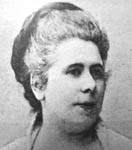
Marie Béquet de Vienne

En 1904, la publication modifie son nom et devient le Bulletin de l’œuvre de l'allaitement maternel et des refuges-ouvroirs pour les femmes enceintes et, en 1921 la revue de l’Enfance succède à cette dernière.

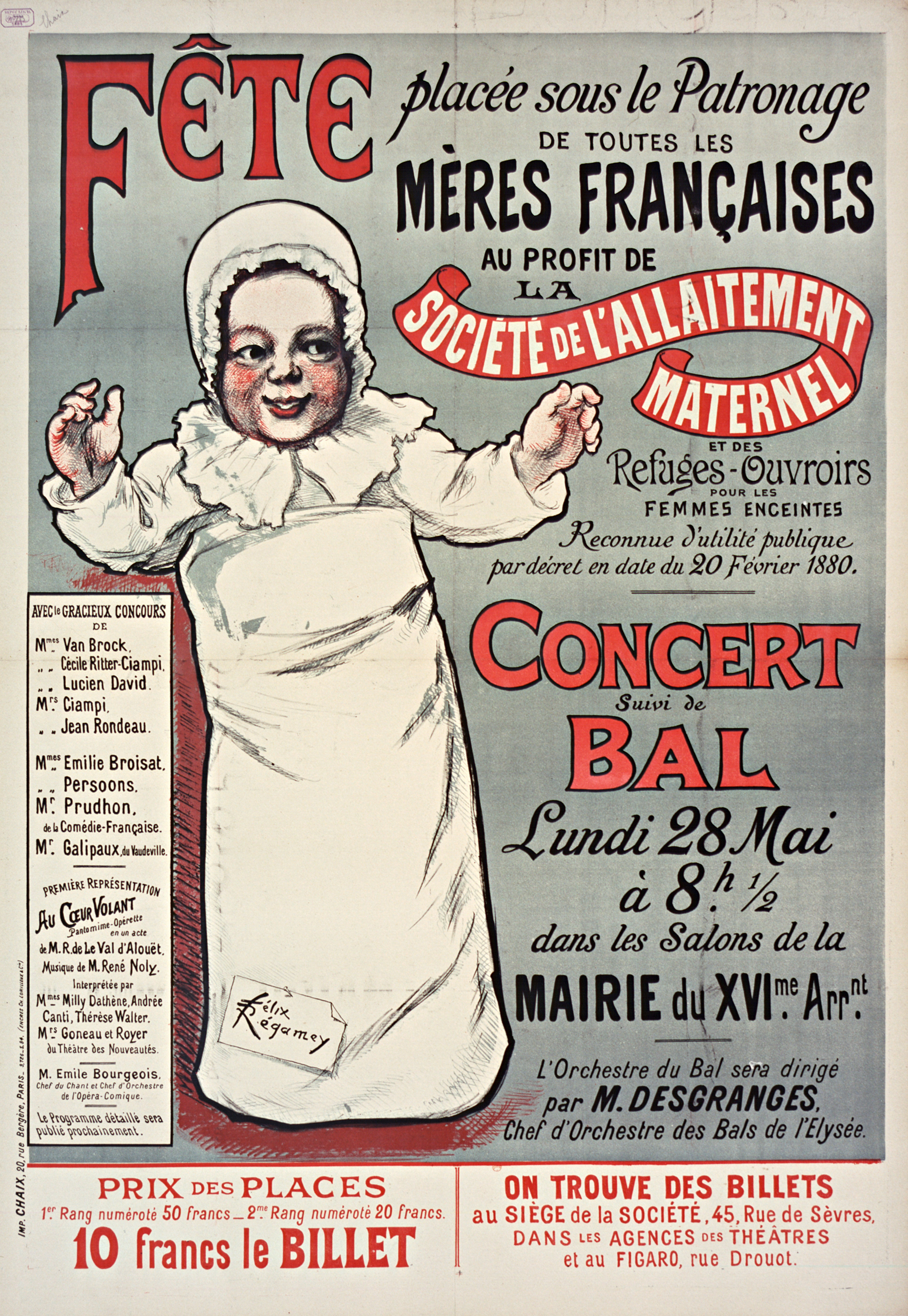
Affiche de Félix Régamey pour un bal, le 20 mai 1894, au profit de l’association. La fête est placée sous le patronage de « toutes les mères ».

## Contenu du bulletin et activités de l'association
Le bulletin décrit la vie de l’association, ses membres, les donations reçues, les assemblées générales, tant celle de Paris que celles des sociétés locales qui ont été créées à Beauvais, Saint-Maur-des-Fossés, Joinville-le-Pont.
La finalité de l’association, exprimée dans le bulletin est l'aide matérielle mais a aussi un objectif citoyen: Le docteur Baudon l'exprime « Le but que nous poursuivons, conformément au principe de solidarité qui unit aujourd’hui tous les français, n’est pas seulement d’apporter un secours à ceux qui souffrent. En donnant l’aide matérielle, nous avons la prétention d’accomplir un devoir social, de contribuer à l’éducation morale de nos concitoyens ».
L’activité comprend deux domaines : l’une est la protection de l’enfant avant la naissance par le moyen des refuges-ouvroirs et l’autre la protection après la naissance par la distribution de secours.
La promotion de l'allaitement maternel est un moyen  « Les avantages de l’allaitement maternel, tant au point de vue social de la solidité de la famille, de la santé de la mère que sous le rapport de la conservation de la vie de l’enfant ont été souvent mis en lumière… il dépend de nous de supprimer le plus grand nombre des décès de la première enfance... ».
Les ressources de l'association proviennent des dons, des subventions, des manifestations organisées (par exemple concert-bal). 
Lors d'un débat parlementaire, tenu en 1902,  ayant conduit à l'autorisation donnée à l'association de créer une loterie le volume de l'activité est donnée : depuis sa création l’œuvre de l’Allaitement maternel a élevé 35 000 enfants. Le refuge-ouvroir, crée en 1892 a recueilli plus de 6 000 femmes.